# Arachnolophus
Arachnolophus is een geslacht van vliesvleugeligen uit de familie Eulophidae. De wetenschappelijke naam van dit geslacht is voor het eerst geldig gepubliceerd in 1996 door Kamijo.

## Soorten
Het geslacht Arachnolophus is monotypisch en omvat slechts de volgende soort:
- Arachnolophus dentatus Kamijo, 1996